# Plusquellec
Plusquellec (bret. Pluskelleg) – miejscowość i gmina we Francji, w regionie Bretania, w departamencie Côtes-d’Armor.
Według danych na rok 1990 gminę zamieszkiwało 551 osób, a gęstość zaludnienia wynosiła 21 osób/km² (wśród 1269 gmin Bretanii Plusquellec plasuje się na 802. miejscu pod względem liczby ludności, natomiast pod względem powierzchni na miejscu 346.).